# NGC 7156
NGC 7156 (другие обозначения — PGC 67622, UGC 11843, MCG 0-55-29, ZWG 376.53, KARA 935, IRAS21520+0242) — спиральная галактика с перемычкой (SBc) в созвездии Пегас.
Этот объект входит в число перечисленных в оригинальной редакции «Нового общего каталога».